# تنظيف عميق
التنظيف العميق أو التنظيف النهائي هو طريقة تنظيف متخصصة وعالية الجودة تُطبّق غالباً في بيئات الرعاية الصحية لأغراض السيطرة على انتشار العدوى.

## المبررات
تحصد عدوى المستشفيات ما يقارب من 90 ألف شخص في الولايات المتحدة سنوياً. عندما يتم إدخال المرضى في المستشفيات ويتم تحديد اصابتهم المرضية بالمكورات العنقودية الذهبية المقاومة للميثيسيلين أو بعدوى يمكن أن تنتقل إلى الآخرين من المرضى، فإن أفضل الممارسات تكون عبر عزل المرضى في الغرف التي خضعت للتنظيف العميق عند خروجهم من المستشفى.
التنظيف العميق يقلل من انتشار عدوى المطثية العسيرة.

## الإجراء
تختلف طرق التنظيف العميق، ولكنها تتضمن بشكل اعتيادي إزالة جميع مكونات الغرفة أو أشيائها القابلة للفصل، تنظيف مصادر الإضاءة وأسطح المجاري الهوائية في الأسقف، وتنظيف كل شيء بإتجاه الأسفل إلى الأرض. الأجزاء أو الأشياء التي تمت ازالتها من الغرفة تتعرض للتطهير أو التعقيم قبل إعادتها إلى الغرفة.